# 215省道 (浙江省)
215省道又名盛宁线，原编号71，是浙江省东部的一条省道，全线位于宁波市境内，北起鄞州区邱隘镇盛垫，此后途经东钱湖镇，在咸祥镇横山码头经轮渡跨象山港抵达南岸象山县西泽码头，此后向南象山丹东街道并向西延伸到宁海县桃源街道。